# U 463 (Kriegsmarine)
De U 463 was een XIV-type U-boot van de Duitse Kriegsmarine tijdens de Tweede Wereldoorlog. Deze U-boot was een U-boot-tanker, door de Duitse bemanningen  een "melkkoe" genoemd. Hij stond onder bevel van korvetkapitein Leo Wolfbauer.

## Ondergang
De U 463 werd tot zinken gebracht op 16 mei 1943 in de Golf van Biskaje in positie 45° 57′ 0″ NB, 11° 40′ 0″ WL door dieptebommen van een Brits Handley Page Halifax-vliegtuig van Squadron 58/R. Hierbij vielen 57 doden waaronder korvetkapitein Leo Wolfbauer.

## Gecorrigeerde data
De U 463 stond voorheen geregistreerd als : gezonken 16 mei 1943 in de Noord-Atlantische Oceaan, Het Kanaal, in positie 45° 28′ 0″ NB, 10° 20′ 0″ WL door dieptebommen van een Brits Handley Page Halifax-vliegtuig van Squadron 58/M. Deze aanval was eigenlijk gericht tegen de U 266. (Laatste herziening door FDS/NHB gedurende april 1990).